# Tällholm, Brändö
Tällholm är en ö i Brändö kommun på Åland. Den ligger mellan byn Åvas nordligaste del Bolmö och ön Jurmo, cirka 200 meter från Jurmo fastland. Öns area är 47 hektar och dess största längd är 1,2 kilometer i sydöst-nordvästlig riktning.
När nya trafikförbindelser mellan Åva och Jurmo diskuterades 2009 var ett av landskapsregeringens förslag att dra en väg över Tällholms västra strand, varifrån en linfärja skulle fortsätta över Jurmo strömmen antingen till Ölholm eller Äspdals grunden utanför Åva hamn.

## Etymologi
Förledet i Tällholm avser tallbestånd. Det förekommer i ett trettiotal ortnamn i Finland. Förledet till den intilligande Gräneholm i sydost avser granbestånd.